# Sericornis
Sericornis là một chi chim trong họ Acanthizidae.